# Phonak Hearing Systems
Denna artikel behandlar företaget Phonak Hearing Systems, för cykelstallet, se Phonak Hearing Systems (cykelstall).
Phonak är ett schweiziskt företag, som ingår i Sonova Group, som specialiserar sig på hörapparater och annan utrustning för personer med hörsel- och kommunikationsproblem. Det grundades 1947 som AG für Elektroakustik och har idag närmare 50 dotterbolag och finns representerade över hela världen. Phonak är en av de största leverantörerna av hörapparater och trådlösa kommunikationssystem för audiologiska applikationer. Det svenska dotterbolaget Phonak AB har sitt kontor i Stockholm och levererar hörapparater till alla landsting och till privat verksamhet.